# Obere Saline (Bad Kissingen)

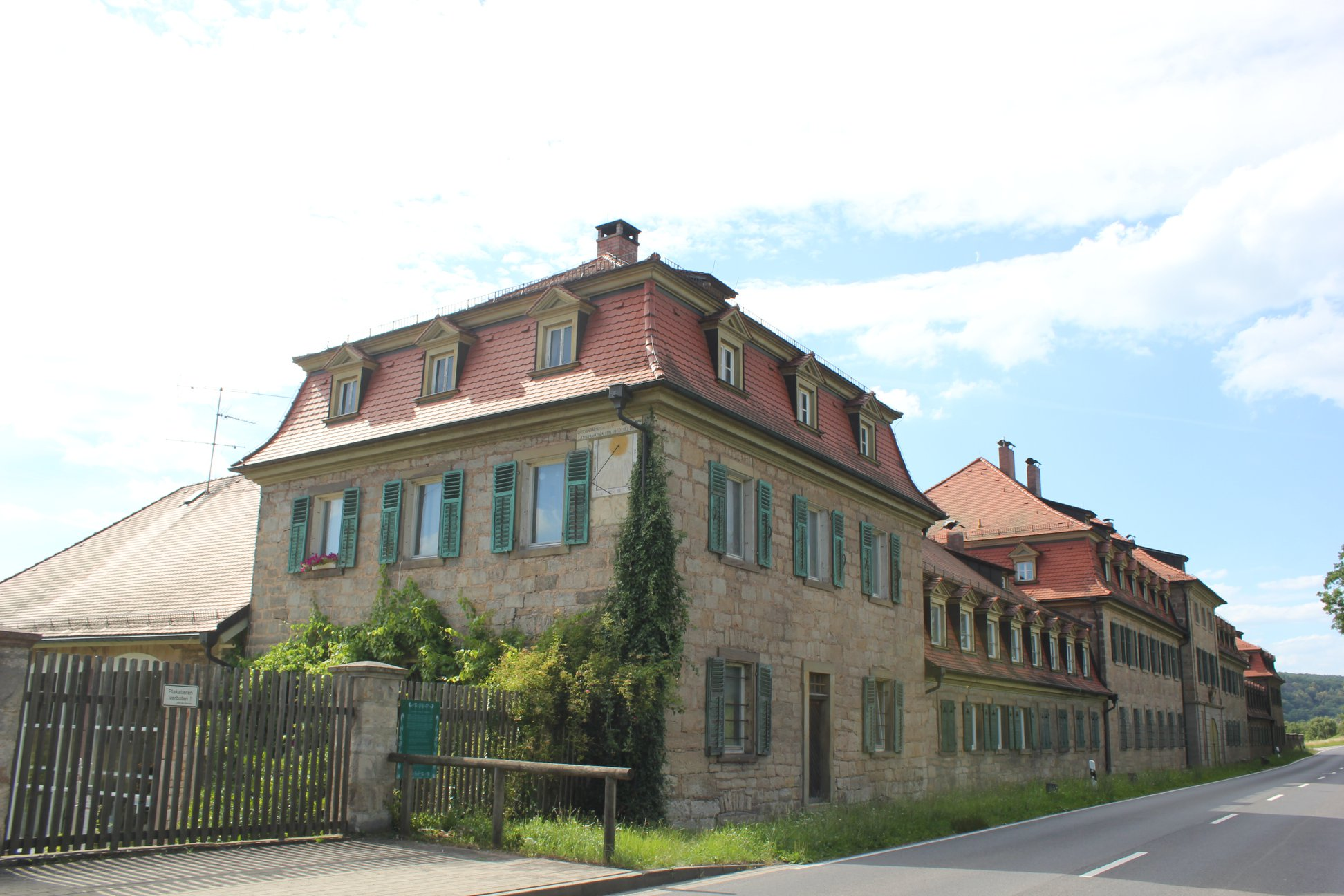
Außenansicht der Oberen Saline

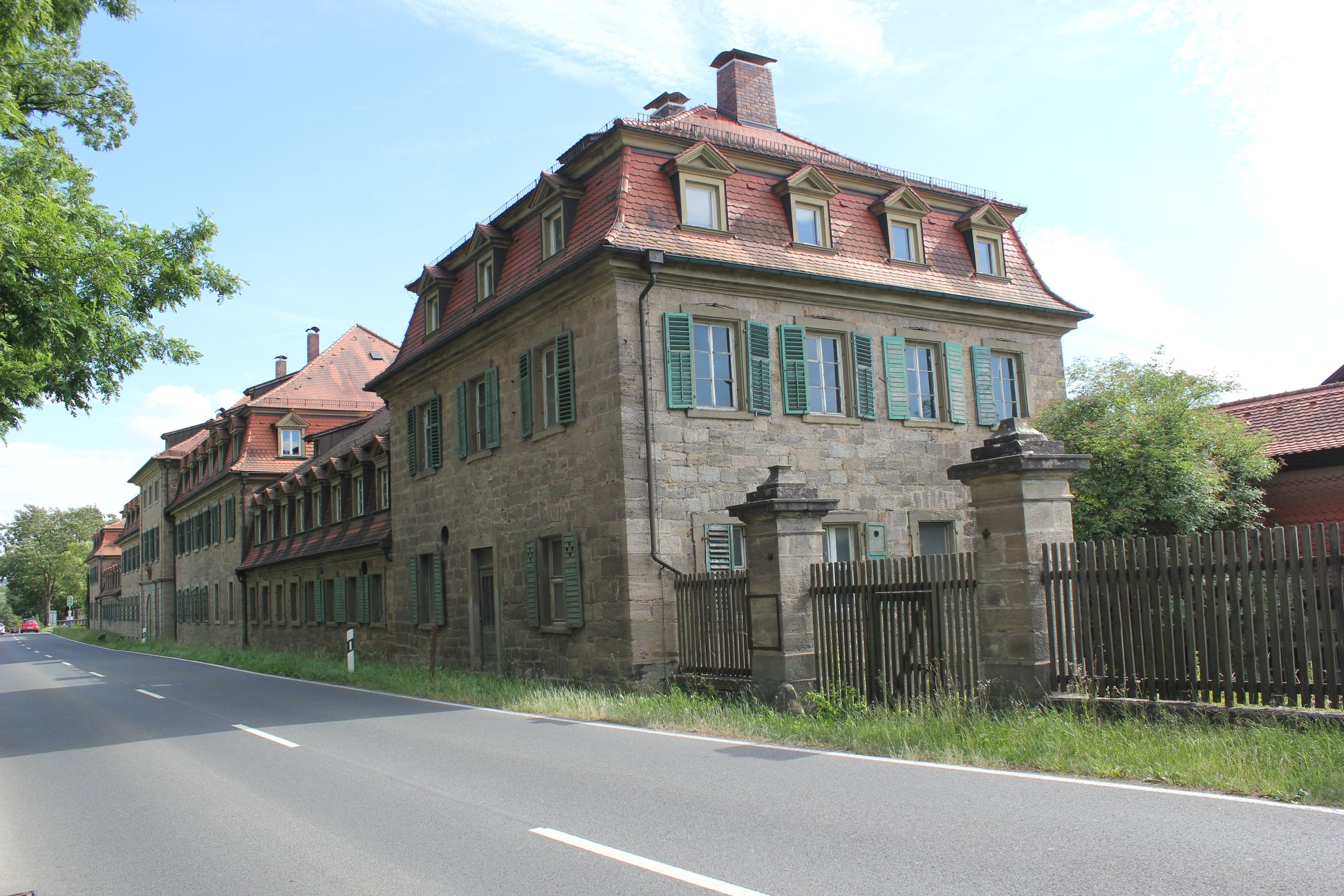
Außenansicht der Oberen Saline

Das Anwesen Obere Saline 20 befindet sich in Hausen, einem Stadtteil der unterfränkischen Kurstadt Bad Kissingen. Zunächst zur Salzgewinnung errichtet, wurde das Anwesen von Fürstbischof Adam Friedrich von Seinsheim für die Zwecke der Würzburger Bischöfe ausgebaut und um die Salinenkirche erweitert. Später wurde für die Kuraufenthalte von Reichskanzler Otto von Bismarck die Bismarck-Wohnung eingerichtet. Die Obere Saline gehört zu den Bad Kissinger Baudenkmälern und ist unter der Nummer D-6-72-114-188 in der Bayerischen Denkmalliste registriert.
Heute beherbergt der Baukomplex das Museum Obere Saline und den Reiterverein Bad Kissingen.

## Geschichte
Die Obere Saline wurde zwischen 1764 und 1767 im Auftrag von Fürstbischof Adam Friedrich von Seinsheim zur Salzgewinnung errichtet und ab 1770 zusätzlich zur Kurresidenz ausgebaut. Der Haupttrakt war zunächst in der Mitte offen und wurde erst zwischen 1770 und 1772 überbaut, wodurch sich die zusammenhängende, symmetrische und schlossähnliche Front ergab, die heute noch erhalten ist.
Zwischen 1876 und 1893 absolvierte Reichskanzler Otto von Bismarck in der Oberen Saline mehrere Kuraufenthalte in der eigens für ihn eingerichteten Bismarck-Wohnung. Die Bismarck-Wohnung bildet heute den Kern des Bismarck-Museums. Die Obere Saline wurde zu Ehren von Fürstbischof Seinsheim auch Friedrichshall genannt; der Wortbestandteil „-hall“ bezeichnet hierbei – wie beispielsweise auch im Namen des Ortes Bad Reichenhall – eine Salzerzeugungsstätte.
Am 27. Juli 1823 verstarb Mathias von Flurl während seines Aufenthaltes in der Oberen Saline, als er diese in seiner Funktion als Salinen-Inspektor zum Zwecke einer Inspektion aufsuchte.
Ein wichtiger Pächter der Oberen Saline war von 1875 bis 1900 der in Münnerstadt geborene Jurist Karl Streit (* 31. März 1833, † Februar 1902). Er wurde in dieser Funktion von seinem Bruder Ignaz Streit bevollmächtigt; dieser konnte die Pacht nicht selber ausüben, weil er sonst seine Würzburger Anwaltskanzlei hätte aufgeben müssen. Während der 14 Kuraufenthalte Otto von Bismarcks in der Bismarck-Wohnung der Oberen Saline wurde Karl Streit zum Gastgeber des Reichskanzlers. Streits und Bismarcks ehemalige Tätigkeit in der Landwirtschaft bildete die Basis für eine tiefe Freundschaft zwischen beiden Männern.
Im Lauf der Jahre legte Karl Streit mit Hilfe seiner Frau Elise in der Oberen Saline eine umfangreiche Sammlung von mindestens zwölf Werken des zu jener Zeit unbekannten Tilman Riemenschneider an. Im Jahr 1888 veröffentlichte Streit unter dem Titel »Tylmann Riemenschneider – 1460-1531 – Leben und Kunstwerke des Fränkischen Bildschnitzers – Mit 93 Abbildungen von Karl Streit – Kgl. Oekonomierath zu Bad Kissingen, obere Saline« zwei buchartige Schatullen mit – allerdings seitenverkehrten – Abbildungen der Riemenschneider-Exponate.
Aus unbekannten Gründen verkaufte Streit 1890 einen Großteil seiner Sammlung; elf Riemenschneider-Werke aus der Sammlung gingen an das Bayerische Nationalmuseum in München. Wenige Jahre nach seinem Tod stiftete seine Witwe das Marienbildnis Das Rosenkranzbild des Meisters HS von 1604 in der Bad Kissinger Marienkapelle von Hendrick Goltzius für die Herz-Jesu-Stadtpfarrkirche. Eine entsprechende Schenkungs-Urkunde hatte das Ehepaar Streit im Jahr 1884 zur Weihe der Herz-Jesu-Stadtpfarrkirche aufgesetzt. Das Bild wurde 1884 in der Herz-Jesu-Stadtpfarrkirche untergebracht, wobei sich der genaue Standort nicht mehr feststellen lässt.
Zu Streits Ehren wurde im Jahr 1950 die in Winkels (heute Stadtteil von Bad Kissingen) befindliche „Karl-Streit-Straße“ nach ihm benannt; das Grab des Ehepaars Streit auf dem Bad Kissinger Kapellenfriedhof existiert allerdings nicht mehr.
Im Jahr 1880 malte der niederländische Maler Jonkheer Jacobus Nicolaas Tjarda van Starkenborgh Stachouwer ein Ölgemälde der Oberen Saline. Im Jahr 1992 konnte die Stadt Bad Kissingen das Gemälde bei einer Auktion in Amsterdam erwerben; seitdem hängt es im Dienstzimmer des Kulturreferenten der Stadt Bad Kissingen und ist der Öffentlichkeit daher unbekannt.
Nachdem durch den Eintritt Bayerns in den Norddeutschen Zollverein im Jahr 1866 die Saline bedeutungslos geworden war, stand auch die Salinenkirche leer; ihr Altar wurde 1877 nach Trimberg verkauft. Als im Jahr 1922 die Kanzel an die Pfarrei St. Laurentius Bocklet ging, wurde die Kirche zur Scheune umfunktioniert.
Im Jahre 1904 stiftete Friedrich Hessing im Zwischentrakt der Oberen Saline ein Veteranenkurheim für die überlebenden Teilnehmer des Deutsch-Französischen Krieges von 1870/71. In dem vom Roten Kreuz betriebenen Kurheim war Friedrich Hessing für Freibäder und Verpflegung für die Veteranen zuständig. Nach Hessing, der im Jahr 1917 Bad Kissinger Ehrenbürger wurde (siehe auch Liste der Ehrenbürger von Bad Kissingen), ist in Bad Kissingen eine Straße benannt. Das Kurheim existierte bis zum Ersten Weltkrieg; im Zwischentrakt der Oberen Saline befinden sich heute Wohnungen.
Am 12. Dezember 1997 wurde die Stadt Bad Kissingen neuer Eigentümer der Oberen Saline. Am 30. Juli 1998, Bismarcks 100. Todestag, eröffnete Staatsminister Erwin Huber hier das Bismarck-Museum.
Nach 2000 wurden in der Oberen Saline vier neue Museumsabteilungen eröffnet. Durch diese Erweiterungen bekam das Museum einen neuen Namen und heißt seitdem offiziell „Museum Obere Saline“. Es besteht heute aus dem „Bismarck-Museum“ (1998) sowie den Abteilungen „Salz und Salzgewinnung“ (2007), „Heilbad Kissingen“ (2007), „Spielzeugwelt“ (2011) und „Weltbad Kissingen“ (2016) und verfügt über eine Ausstellungsfläche von 1400 m².

## Nutzungen

### Salinenkirche
Die Umgestaltungspläne für Kurresidenz und Salinenkirche für Fürstbischof Seinsheim stammen von Architekt Johann Philipp Geigel, die Innenausstattung von Johann Peter Wagner. Die Einweihung der Salinenkirche erfolgte am 15. September 1767. Johann Adam Schambach, Sohn des Salinenbaudirektors Johann Michael Schambach, übernahm im Jahr 1776 die Leitung des gesamten Salinenbetriebs und stattete die Salinenkirche laut des betreffenden Vermerks im Inventarium bereits 1772 mit einem eigenhändig angefertigten Kreuzweg aus. Dieser ging 1868 mit der Auflösung der Salinenkirche an die Kaplanei Hausen.
Die Salinenkirche bestand auch nach dem Tod des Fürstbischofs im Jahr 1779; es fanden weitere Anschaffungen statt. Die Kirche blieb von der Säkularisation unberührt, da sie sich als Teil der Saline bereits in Staatseigentum befand. Am 31. Dezember 1825 erklärte die Generalbergwerks- und Salinenadministration die Kirche zur Pfarrkirche einer Lokalkaplanei.
Der am 16. Oktober 1857 eingesetzte Lokalkaplan Caspar Ringelmann verwickelte seine Vorgesetzten vom Kgl. Hauptsalzamt und von der Kgl. Generalbergwerks- und Salinenadministration längere briefliche Auseinandersetzungen um eine verbesserte Ausstattung der Salinenkirche und um eine Erhöhung seines Gehalts. Nach Ringelmanns Meinung war deren Hartnäckigkeit in ihrer Zugehörigkeit zum protestantischen Glauben begründet. Unter anderem erinnerte er am 30. Januar 1858 an die bereits erfolgte Genehmigung eines neuen Silberkelches, dessen Beschaffung sich aber mit dem angesetzten Budget von lediglich 97 Gulden als unrealistisch erwies. Auf Grund der von Ringelmann angeführten Argumente, dass die Vergoldung der bisher genutzten Kelche schadhaft geworden war, wohingegen jede noch so arme Kirche über zwei Kelche verfügen konnte, und ein Kelch in einwandfreiem Zustand Eindruck auf die zahlreichen die Hauskapelle besuchenden Kurgäste machen würde, erhöhte die Kgl. Generalbergwerks- und Salinenadministration am 29. September 1858 das Budget für einen neuen Kelch auf 156 Gulden und 24 Kreuzer. Goldschmied Georg Joseph Amberg, Urgroßvater des Würzburger Goldschmieds Michael Amberg, übergab den neuen Kelch nach Ostern 1859 an der Oberen Saline. Der Kelch fand das besondere Gefallen des aus Hausen stammenden Kardinals Julius Döpfner, einem wichtigen Förderer von Georg Joseph Ambergs Enkel Joseph Amberg.
Nachdem durch den Eintritt Bayerns in den Norddeutschen Zollverein im Jahr 1866 die Saline bedeutungslos geworden war, stand auch die Salinenkirche leer. Im Jahr 1877 verkaufte die Finanzverwaltung den Altar nach Trimberg für die dortige St. Elisabeth-Kirche. Nachdem der Trimberger Altar – vermutlich durch Unachtsamkeit der Ministranten – abgebrannt war, wurde der Kauf des Hausener Altars (wahrscheinlich durch Spenden) finanziert. Einige Unstimmigkeiten, wie zum Beispiel das fehlende Wappen des Bauherrn, liegt in der mit 6,40 Meter niedrigeren Höhe der Trimberger Kirche im Vergleich zu der der Salinenkirche (6,70 Meter) begründet. Lange Zeit hielt sich die Annahme, die Figur links vom Altar stelle den hl. Nikolaus von Bari dar. Diese Annahme stützte sich auf die Darstellung der Altarfigur mit einem Anker, einem Insignium des Nikolaus. Kreisheimatpfleger Werner Eberth konnte diese Ansicht aber widerlegen, als er darauf hinwies, dass das „Inventarium über die vorfindlichen Kirchen Paramenten und Kapellen Mobilien“ die Figur als Darstellung des hl. Clemens auswies. Gestützt wird diese Entdeckung durch die Tatsache, dass Clemens – neben der Hl. Barbara – der Patron des Bergbaus war, zu dessen Ressorts auch die Salzgewinnung zählte; zudem hatte Clemens auch eine Quelle entdeckt.
Als im Jahr 1922 die Kanzel an die Pfarrei St. Laurentius Bad Bocklet ging, wurde die Kirche zur Scheune umfunktioniert. Die Kanzel befindet sich heute in der Schönbornhalle des Museums für Franken (vormals Mainfränkisches Museum) in Würzburg.
Bei der Einrichtung des Bismarck-Museums entschied man sich, die Schablonenmalereien wiederherzustellen, wie sie während des Kuraufenthaltes von Kaiserin Auguste Viktoria vorhanden waren.
Die Salinenkirche wird heute für Sonder- und Wechselausstellungen des Museums Obere Saline genutzt.
| Name                                                                              | Tätigkeit                           |
| --------------------------------------------------------------------------------- | ----------------------------------- |
| Adam Herterich (* 9. November 1796 in Münnerstadt, † 14. Mai 1869 in Münnerstadt) | ab 2. Januar 1826 (als Lokalkaplan) |
| Jakob Hock (* 24. Juni 1801 in Waldaschaff, † 27. August 1880 in Ebern)           | 1832–1833 (als Lokalkaplan)         |
| Philipp Lehmann (* 25. Juli 1804 in Hörstein, † 8. Juni 1883)                     | 1834                                |
| Georg Adam Stamm (* 18. September 1804 in Hausen bei Wiesenfeld, † 7. März 1890)  | 1835–1842 (als Lokalkaplan)         |
| Aegidius Eckert (* 31. August 1809 in Richelbach, † 7. April 1874)                | 1843–1848 (als Lokalkaplan)         |
| Thaddaeus Düring (* 23. Oktober 1815 in Saal an der Saale, † 29. November 1852)   | 1849                                |
| Andreas Hauck (* 15. April 1815 in Würzburg, † 24. August 1878)                   | 1850                                |
| Friedrich Moritz (* 4. Dezember 1819, † 3. November 1882)                         | 1852–1854 (als Lokalkaplan)         |
| Johann Georg Weber (* 3. Mai 1821 in Würzburg, † 9. September 1862)               | 1856 (als Lokalkaplan)              |
| Kaspar Ringelmann (* 30. Januar 1825 in Würzburg, † 5. April 1883)                | 1858–1860 (als Lokalkaplan)         |
| Georg (Joseph) Scheurich (* 17. September 1825 in Miltenberg, † 10. Juli 1886)    | 1862–1864                           |
| Johann Georg Lang (* 2. November 1826 in Kirchaich, † 14. Februar 1887)           | 1864–1868                           |

### Bismarck-Wohnung

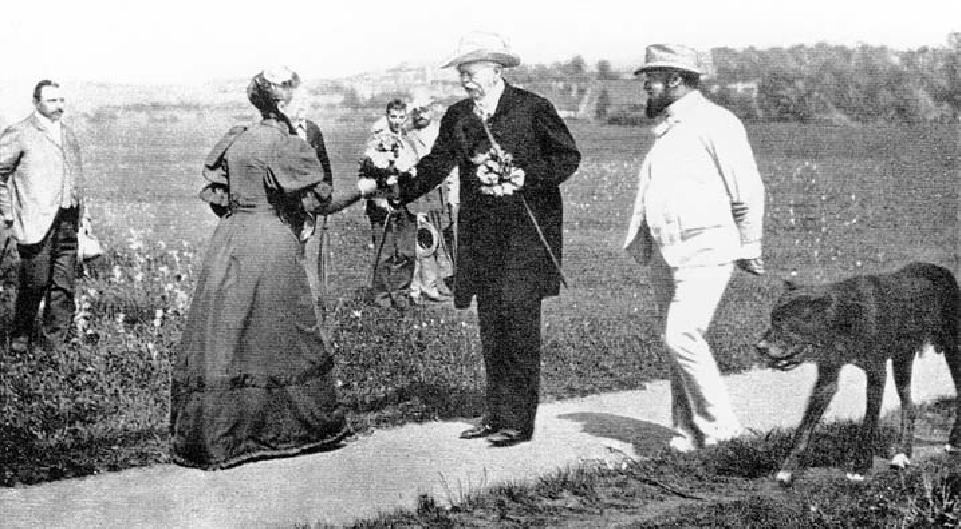
Otto von Bismarck mit „Reichshund“ Tyras und Leibarzt Dr. Ernst Schweninger.

Als Bismarck im Jahr 1876 seine erste Kur in Hausen verbrachte, wurde die Obere Saline als seine neue Unterkunft ausgewählt. Für diese Wahl war nach dem Attentat von 1874 – der Magdeburger Böttchergeselle Eduard Kullmann hatte am 13. Juli vor dem Gästehaus des Arztes Oskar von Diruf in der Saalestraße (seit 1893 Bismarckstraße; heutige Adresse des Attentats: Bismarckstraße 16) auf Bismarck geschossen – ausschlaggebend, dass die Obere Saline bessere Wachmöglichkeiten bot und damit sicherer war. Bismarck dagegen zog die Ruhe des Ortes sowie die stillen Spaziergänge im nahe gelegenen Klauswald dem lebhaften Kissinger Kurbetrieb vor. Für Hausen selbst bedeuteten die Kuraufenthalte des Reichskanzlers eine unermessliche Werbewirkung.
Für Bismarck war die Entscheidung für seinen neuen Kurort eine bewusste Geste der Versöhnung, nachdem das Königreich Preußen im Deutschen Krieg von 1866 unter seiner Führung als Sieger über Bayern hervorgegangen war. Der Reichskanzler pflegte gute Kontakte zum besiegten König Ludwig II. und gewährte ihm finanzielle Unterstützung; der König wiederum stellte dem Reichskanzler Personal, das dieser für die Tätigung von Amtsgeschäften benötigte. Karl Streit richtete die leer stehenden Räume des aufgelösten Hauptsalzamtes mit antiken Möbeln zur Bismarck-Wohnung ein; ferner wurden eine Telegraphen- und eine Gendarmeriestation eingerichtet, die jedoch im Jahr 1997 im Rahmen des Umbaus der Saline zum Bismarck-Museum wieder entfernt wurden. Im Rahmen seiner Hausener Amtsgeschäfte empfing Bismarck – zur gesichtswahrenden Beendigung des Kulturkampfes – u. a. den vatikanischen Nuntius Gaetano Aloisi Masella sowie Kardinal Edward Henry Howard. 1877 entstand hier das Kissinger Diktat, in dem Bismarck die Maximen seiner Außenpolitik darlegte. 1880 wurden hier bei Gesprächen Bismarcks mit dem Kanzleramtschef Karl von Hofmann und dem Industriellen Louis Baare die Grundzüge der deutschen Sozialversicherung entwickelt.
Im Sommer 1878 kursierten Gerüchte, ein Österreicher mit dem Namen „Gaydanourschwitz oder ähnlich klingend“ plane ein Attentat auf Bismarck, als drei in Colmar aufgegebene Briefe abgefangen wurden, in denen es um Bismarcks Ankunft in Berlin sowie seine dortige Wohnung ging. Im Jahr 1881 wurden erneut die Sicherheitsmaßnahmen verschärft, als das Bayerische Staatsministerium in seinem Schreiben vom 8. Juli Attentatspläne vermutete, die möglicherweise von den Sozialisten geplant wurden und von als „feine Kurgäste“ getarnten Franzosen und Italienern ausgeführt werden sollten. Im gleichen Jahr gab es einen Drohbrief mit Drohbiefen gegen Bismarck wegen „seiner elenden Tyrannenpolitik“, woraufhin der Reichskanzler entgegen der offiziellen Ankündigung seine Heimreise nicht am Kissinger, sondern am Münnerstädter Bahnhof begann.
Als Bismarck im Jahr 1889 wegen dringender Amtsgeschäfte in Berlin nicht zur Kur nach Hausen kommen konnte, nutzte Kaiserin Auguste Viktoria seine Abwesenheit für einen eigenen Kuraufenthalt. Ihr Verhältnis zu dem Reichskanzler war gespannt, nachdem dieser im Deutsch-Dänischen Krieg von 1864 über Dänemark gesiegt hatte und die Herzogtümer Schleswig, Holstein und Lauenburg an Preußen gingen; deren Herzog Friedrich VIII., Auguste Viktorias Vater, musste abdanken. Unter großer Berichterstattung der lokalen Saale-Zeitung traf die Kaiserin im Juni 1889 in Hausen ein. Ihr Ehemann Wilhelm II. hatte sie bis zum Bahnhof Ebenhausen begleitet. Ihre vier Söhne kamen einige Tage später nach. Hier machte die Familie einen Ausflug zur Burgruine Botenlauben und feierte die Geburtstage der Prinzen Eitel Friedrich von Preußen sowie Adalbert von Preußen. Auguste Viktoria selbst unternahm Einkäufe in Bad Kissingen; am 16. Juli besuchte sie das Mädchen-Fürsorgeerziehungsheim von Hausen und ließ ihm eine Spende von 300 Mark (= 5.000 €) zukommen. Für Auguste Viktorias Aufenthalt stattete Karl Streit die Salinenkirche mit Figuren aus seiner Sammlung aus; während der Kuraufenthalte von Bismarck, dem Initiator des „Kulturkampfes“, war dies nicht nötig gewesen.
Im Jahr 1893 entstand der Bildband Unser Bismarck des Hamburger Zeichners Christian Wilhelm Allers, als dieser den Reichskanzler mehrere Wochen lang auf seiner Kur begleitete. Der Bildband enthält etwa 80 Zeichnungen, die sowohl den Bismarckaufenthalt als auch Bad Kissingen und Hausen charakterisieren. Wie Pächter Karl Streit in dem Buch berichtet, kam es trotz der erhöhten Sicherheitsmaßnahmen zu einem Zwischenfall, als ein Kapuziner die Räumlichkeiten durch eine Gartenpforte betrat und dem Reichskanzler begegnete, der den unerwarteten Besucher reich beschenkt verabschiedete.

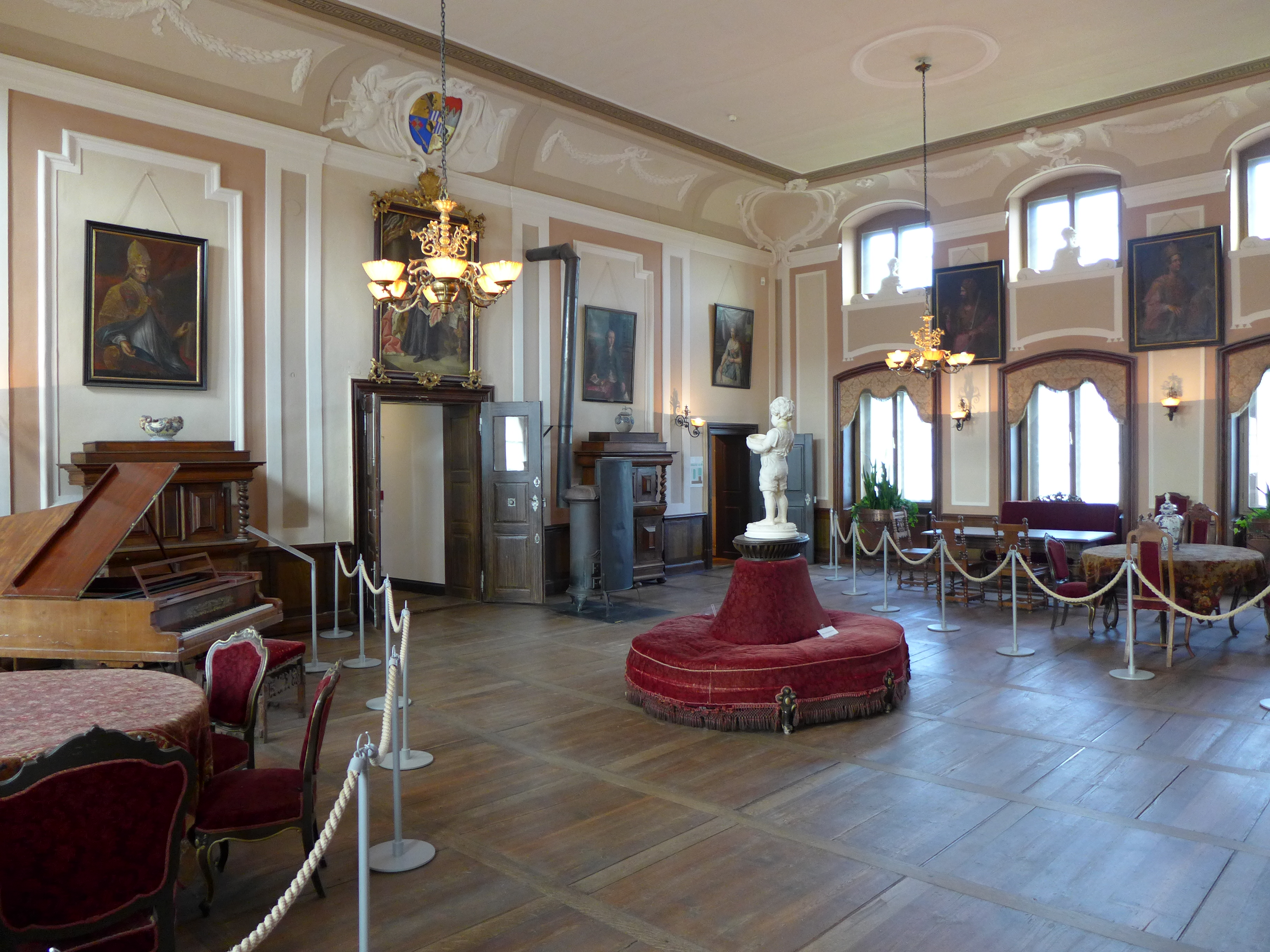
Festsaal
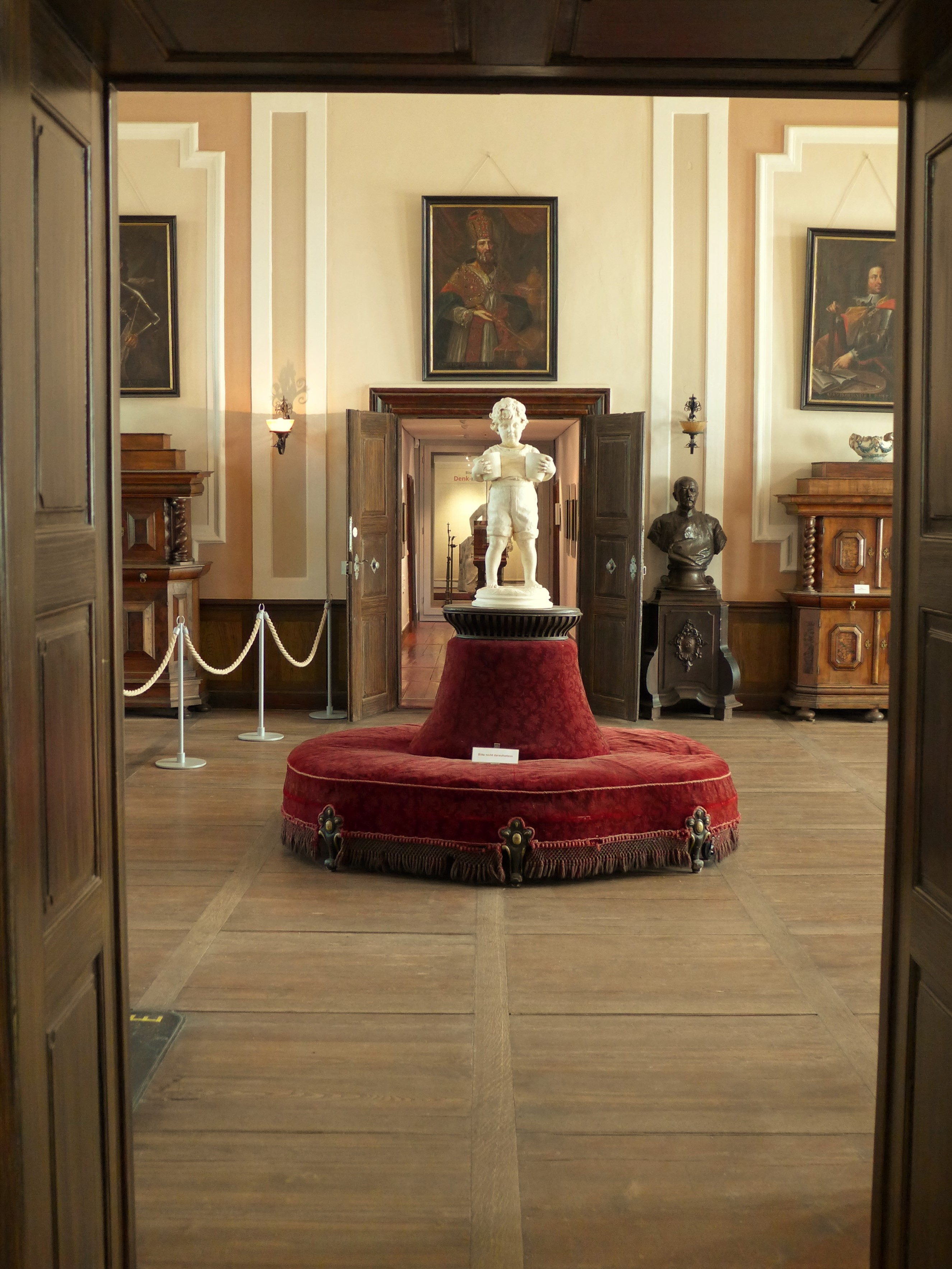
Rundsofa im Festsaal
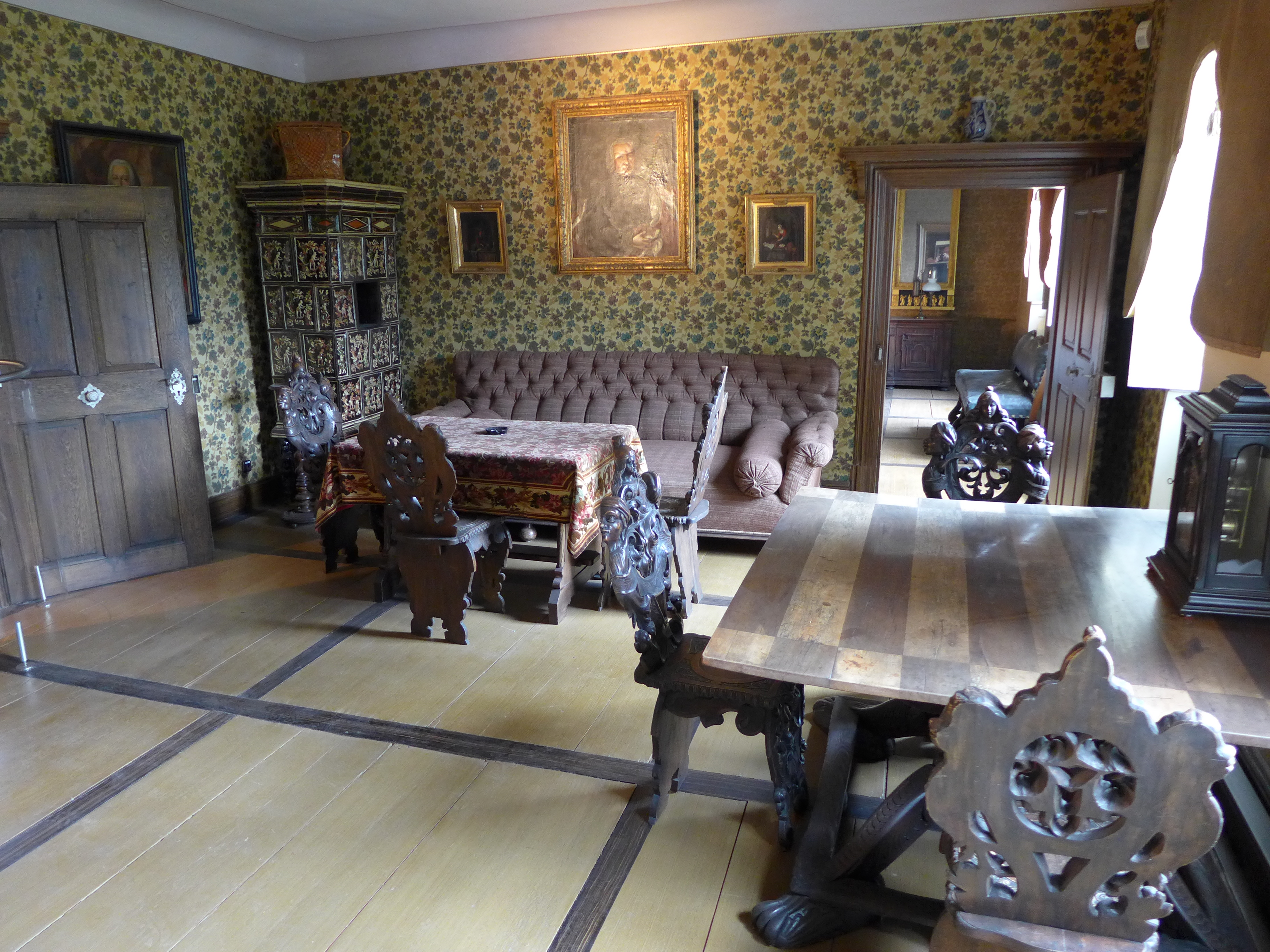
Sitzgruppe im Arbeitszimmer
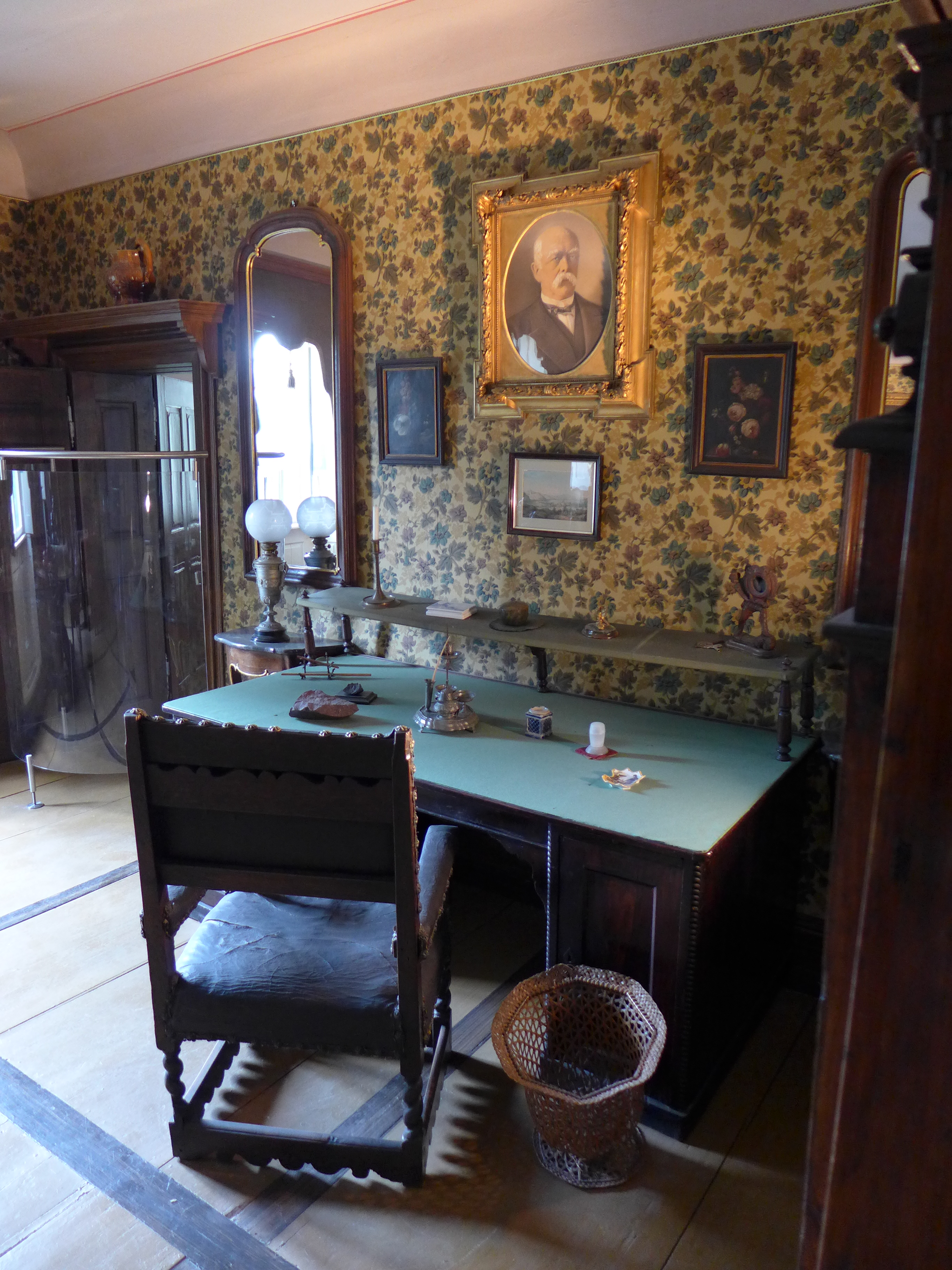
Schreibtisch im Arbeitszimmer, vermutlicher Ort des Kissinger Diktates
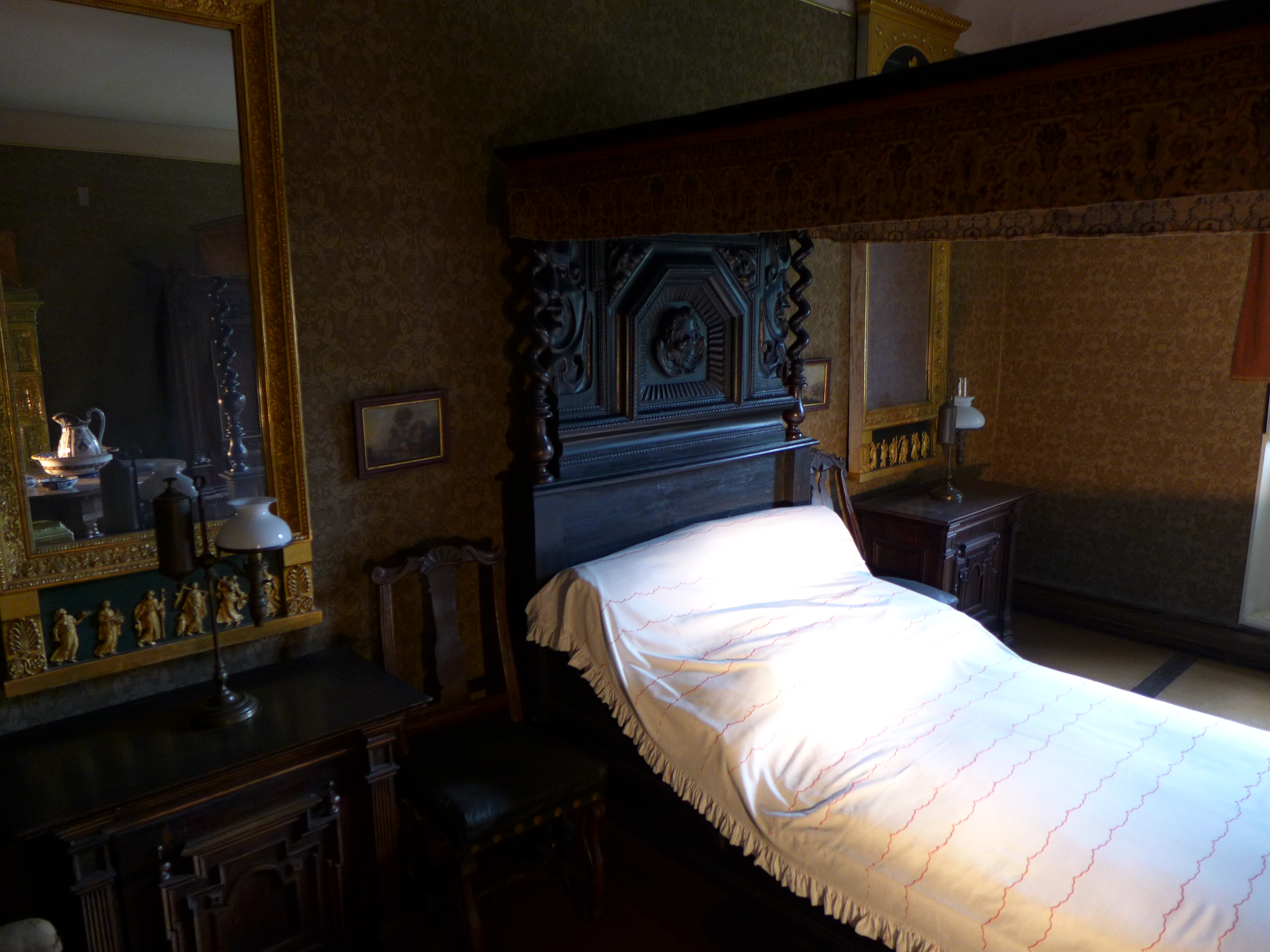
Schlafzimmer

### Museum

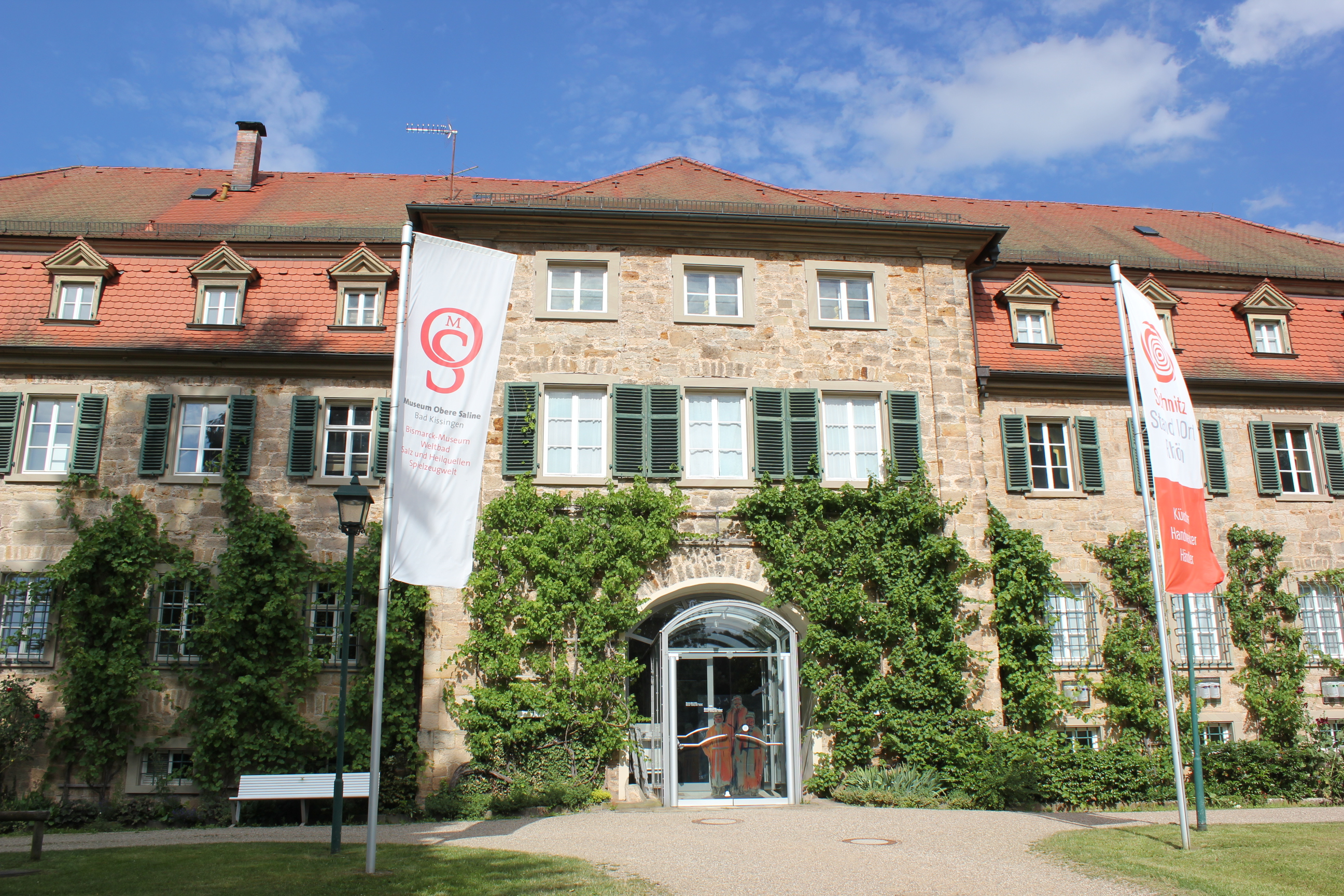
Museum Obere Saline

Im Baukomplex wurde zwischen 1998 und 2016 das Museum Obere Saline mit den Abteilungen „Bismarck-Museum“, „Salz und Salzgewinnung“, „Heilbad Kissingen“, „Spielzeugwelt“ und „Weltbad Kissingen“ eingerichtet.